# Johan Bergencreutz

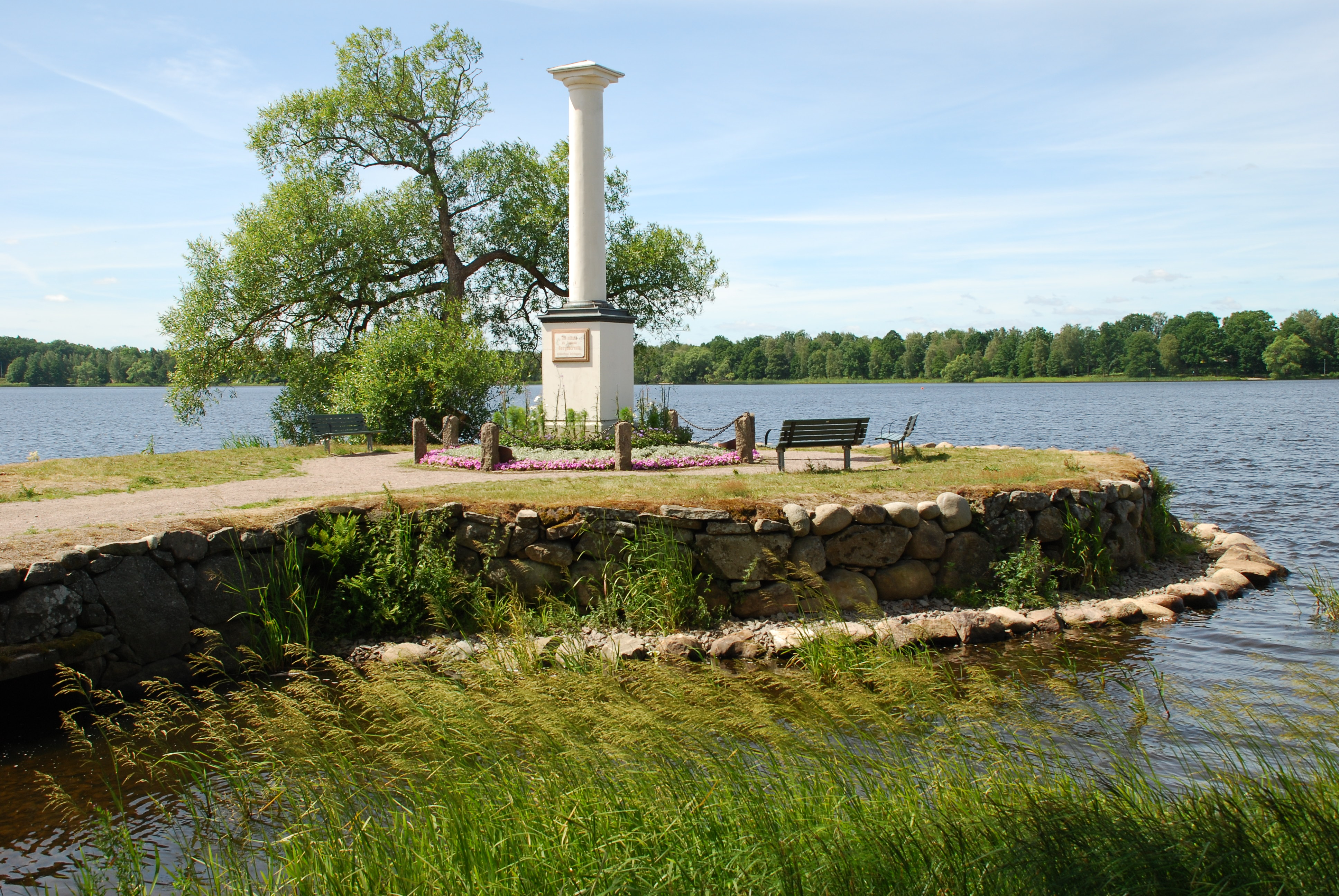
Pelare i Växjösjön till minne av Johan Bergencreutz, vildmarkens betvingare.

Johan Bergencreutz, ursprungligen Rogberg, född 12 mars 1747, död 5 mars 1829, var en svensk jurist och ämbetsman.
Bergencreutz blev auskultant i Göta hovrätt 1765, notarie i justitiedeputationen vid riksdagen 1769 och vice auditör vid Smålands kavalleri, okänt när. Han blev auditör 5 juni 1771. Bergencreutz blev häradshövding i Konga, Uppvidinge och Östra härader i Småland 4 december 1776. Han biträdde sekreteraren i bondeståndet vid riksdagen 1778.  Han blev lagman 26 januari 1779.
Bergencreutz konstituerades att såsom vice landshövding i Växjö avhjälpa ett tvistemål 10 juli 1804. Han blev vice landshövding under landshövding Carl Stellan Mörners tjänstledighet 10 juni 1806.
Bergencreutz adlades 24 januari 1788 introducerades samma år med nummer 2146 och blev riddare av Vasaorden 14 juni 1800. Han blev korrespondent av Lantbruksakademin 1816. Sonsonen  Gustaf Fredrik slöt atten 1832.

## Familj
Johan Bergencreutz var son till domprosten i Växjö, doktor Johan Rogberg (1716–1785) och Eva Sofia Algera, dotter till prosten i Åseda Lars Algerus.
Han gifte sig första gången 1779 med Emerentia Magdalena Dahl (1751–1788), dotter till hovrättskamreraren Jonas Dahl och Anna Maria Rückerschöld, och andra gången med Catharina Maria Apiarie (1754–1810), änka efter domprosten Samuel Cronander samt dotter till apotekaren F.W. Apiarie.